# Daden van koophandel
De daden van koophandel vormde tot 2018 een rechtsbegrip in het Belgische recht. In het algemeen waren het handelingen met betrekking tot koop en verkoop. 
Onder daden van koophandel verstond men:
- elke aankoop van voedingsmiddelen en koopwaren om die, al dan niet na bewerking of verwerking, weder te verkopen of om het gebruik ervan te verhuren;
- elke verkoop of verhuring die het gevolg is van zodanige aankoop; elke huur van  roerende goederen om die in onderhuur te geven en elke onderverhuring die daarvan het gevolg is; elk in hoofdzaak materieel werk verricht ingevolge huur van diensten, zodra het, zelfs op bijkomstige wijze, gepaard gaat met levering van koopwaar;
- elke aankoop van een handelszaak om die te exploiteren;
- alle verrichtingen van industriële ondernemingen, zelfs wanneer de ondernemer slechts de voortbrengsels van zijn eigen grond verwerkt en voor zover het geen verwerking betreft die normaal bij landbouwbedrijven behoort;
- alle verrichtingen van ondernemingen van openbare of particuliere werken, van vervoer te land, te water of door de lucht;
- alle verrichtingen van ondernemingen van leveringen, van zaakwaarneming, van zaakbezorging, van openbare verkopingen, van openbare schouwspelen en van premieverzekeringen;
- alle verbintenissen van handelsagenten voor het bemiddelen of afsluiten van zaken;
- elke bank-, wissel-, commissie- of makelaarsverrichting;
- alle verrichtingen van ondernemingen die tot doel hebben onroerende goederen te kopen om ze weder te verkopen;
- alle verrichtingen van openbare banken;
- alle verbintenissen uit wisselbrieven, mandaten, orderbriefjes of ander order- of toonderpapier;
- alle verbintenissen van kooplieden betreffende zowel onroerende als roerende goederen, tenzij bewezen is dat ze een oorzaak hebben die vreemd is aan de koophandel.
- daden met een handelskarakter uit zichzelf, ongeacht wie ze uitvoert (een handelaar of niet-handelaar)